# Тунци
Тунците (Thunnus) са род актиноптери от семейство Скумриеви (Scombridae).
Таксонът е описан за пръв път от Джон Флинт Саут през 1845 година.

## Видове
Подрод Neothunnus
- Thunnus albacares – Жълтопера риба тон
- Thunnus atlanticus – Чернопер тунец
- Thunnus tonggol – Дългоопашата риба тон

Подрод Thunnus
- Thunnus alalunga – Дългопера риба тон
- Thunnus maccoyii - Южен тунец
- Thunnus obesus – Големоока риба тон
- Thunnus orientalis – Тихоокеански син тунец
- Thunnus thynnus – Червен тон